# Indonesia International Series 2022
Die Indonesia International Series 2022 im Badminton fanden vom 20. bis zum 25. September 2022 in Yogyakarta statt. Es war die erste Auflage der Turnierserie. Die Veranstaltung wurde als KAPAL API Indonesia International Series 2022 ausgetragen.

## Medaillengewinner
| Disziplin    | Gold                                        | Silber                                                | Bronze                                            |
| ------------ | ------------------------------------------- | ----------------------------------------------------- | ------------------------------------------------- |
| Herreneinzel | Ikhsan Leonardo Imanuel Rumbay              | Iqbal Diaz Syahputra                                  | Alwi Farhan                                       |
| Herreneinzel | Ikhsan Leonardo Imanuel Rumbay              | Iqbal Diaz Syahputra                                  | Panji Ahmad Maulana                               |
| Dameneinzel  | Mutiara Ayu Puspitasari                     | Stephanie Widjaja                                     | Sri Fatmawati                                     |
| Dameneinzel  | Mutiara Ayu Puspitasari                     | Stephanie Widjaja                                     | Saifi Rizka Nurhidayah                            |
| Herrendoppel | Alfian Eko Prasetya Ade Yusuf               | Reinard Dhanriano Kenas Adi Haryanto                  | Muh Putra Erwiansyah Patra Harapan Rindorindo     |
| Herrendoppel | Alfian Eko Prasetya Ade Yusuf               | Reinard Dhanriano Kenas Adi Haryanto                  | Raymond Indra Daniel Edgar Marvino                |
| Damendoppel  | Ririn Amelia Virni Putri                    | Ridya Aulia Fatasya Kelly Larissa                     | Marsheilla Gischa Islami Salli Lin                |
| Damendoppel  | Ririn Amelia Virni Putri                    | Ridya Aulia Fatasya Kelly Larissa                     | Sung Yu-hsuan Wang Szu-min                        |
| Mixed        | Dejan Ferdinansyah Gloria Emanuelle Widjaja | Mohamed Reza Pahlevi Isfahani Melati Daeva Oktavianti | Akbar Bintang Cahyono Marsheilla Gischa Islami    |
| Mixed        | Dejan Ferdinansyah Gloria Emanuelle Widjaja | Mohamed Reza Pahlevi Isfahani Melati Daeva Oktavianti | Jafar Hidayatullah Aisyah Salsabila Putri Pranata |